# Volksbank Köthen-Bitterfeld
Die Volksbank eG (im Außenauftritt Volksbank eG Köthen-Bitterfeld) ist eine Genossenschaftsbank mit Sitz in der sachsen-anhaltischen Kreisstadt Köthen (Anhalt) im Landkreis Anhalt-Bitterfeld. 

## Geschichte
Am 1. Juni 1895 erfolgte die Gründung der „Ersten ländlichen Spar- und Darlehenscasse Cöthen“. Der Geschäftsbetrieb wurde in der Dessauer Str. 26 aufgenommen; bald erfolgte der Umzug in die Springstraße. Die Genossenschaftsbank betreute Privatkunden, Landwirte und Geschäftsleute aus der sich zum Industriestandort entwickelnden Stadt Köthen und den umliegenden Ortschaften. Die Kunden nutzten die Bank vorerst zur Abwicklung von Zahlungs- und Kreditgeschäften, später nahmen sie dann auch die Möglichkeit des bargeldlosen Scheck- und Überweisungsverkehr in Anspruch. Die Bank übernahm in der Folgezeit neben der Förderung ihrer Mitglieder andere Aufgaben. So wurde sie z. B. zu umfangreichen Geldumtauschaktionen im Rahmen der Währungsreform 1948 herangezogen.
Nach dem Zweiten Weltkrieg wurde die „Erste ländliche Spar- und Darlehenscasse Cöthen“ in andere Organisationsformen umgewandelt. In dieser Zeit unterlag die Geschäftsführung administrativen Vorgaben. So wurde von zentraler Ebene aus bestimmt, welche Kunden ihre Konten bei der Genossenschaft führen konnten und welche Kredite ausgereicht werden durften. Die Genossenschaft verschmolz in den nächsten Jahren mit mehreren umliegenden Genossenschaften.
Die Bank wurde nach 1951 unter der Bezeichnung „Bäuerliche Handelsgenossenschaft bzw. VdgB“ weitergeführt. Durch zentrale Anweisung beschloss die Generalversammlung ein neues Statut. Die Genossenschaft diente fortan weniger der Förderung der Mitglieder und mehr der Erfüllung staatlicher Ziele.
Mit der deutschen Vereinigung veränderten sich die Bedingungen für die Genossenschaft. Zweck der Genossenschaft war nun wieder die Förderung der Mitglieder. 1991 wurde aus der Bäuerlichen Handelsgenossenschaft die Volksbank Köthen eG. Aus wirtschaftlichen Gründen kam es ein Jahr später zur Verschmelzung der Volksbank Köthen eG und der Raiffeisenbank Zörbig eG mit dem Sitz in Zörbig. Die daraus entstandene Volksbank eG  ist seitdem im Landkreis Anhalt-Bitterfeld tätig.

## Rechtsverhältnisse
Die Volksbank eG (im Außenauftritt Volksbank eG Köthen-Bitterfeld) ist im Genossenschaftsregister beim Amtsgericht Stendal unter GnR 1012 eingetragen.

## Organisationsstruktur
Rechtsgrundlagen sind das Genossenschaftsgesetz und die durch die Generalversammlung beschlossene Satzung. Organe der Bank sind der Vorstand, der Aufsichtsrat und die Generalversammlung.

## Sicherungseinrichtung
Die Volksbank eG ist der amtlich anerkannten Sicherungseinrichtung des Bundesverbandes der Deutschen Volksbanken und Raiffeisenbanken GmbH und der zusätzlichen freiwilligen Sicherungseinrichtung des Bundesverbandes der Deutschen Volksbanken und Raiffeisenbanken e.V. angeschlossen.

## Geschäftsausrichtung
Die Volksbank eG betreibt das Universalbankgeschäft. Im Verbundgeschäft arbeitet sie mit der DZ Bank, R+V Versicherung, Bausparkasse Schwäbisch Hall, Teambank, VR Leasing,  DZ Hyp und der Union Investment zusammen.

## Geschäftsgebiet
Das Geschäftsgebiet liegt in der Mitte des Landkreises Anhalt-Bitterfeld.
An diesen Orten betreibt die Bank personenbesetzte Filialen:
- Köthen (Anhalt) (Hauptstelle, jur. Sitz)
- Aken (Elbe) (Geschäftsstelle)
- Zörbig (Geschäftsstelle)
- Raguhn (Geschäftsstelle)
- Sandersdorf (Geschäftsstelle)
- Bitterfeld (Geschäftsstelle)